# 이인선
이인선(李寅善, 1906년~1960년 3월 19일)은 한국의 테너이자, 의사이다. 한국 오페라 운동의 개척자로 평가받는다.

## 생애
평양 출생으로, 광성고보(光成高普)를 거쳐 연희전문 문과 2학년 때 세브란스 의전(醫專)으로 전학하여 1931년 봄 졸업하자 황해도 해주에서 3년간 개업하였다. 이 동안 버거, 부스 두 미국 여성에게 성악을 배우다가 1931년 이탈리아로 건너가 1934년부터 밀라노에서 성악을 연마하고 4년 만에 귀국하여 국제 오페라사를 조직, 베르디의 〈춘희〉를 공연하여 우리나라 오페라사의 첫페이지를 장식했다. 1950년 5월 <카르멘>을 주연하기도 했으며 같은 해 미국으로 건너가 외과의로 있으면서 메트로폴리탄 가극단의 오디션에 동양인으로는 처음으로 합격, 그 후 한국의 민요를 번역하여 소개하는 일에도 힘을 썼다. 1960년 3월 19일 밤 켄터키주 루이빌에서 병사하였다.